# Охоронні зони навколо гнізд рідкісних птахів
Охоронні зони навколо гнізд рідкісних птахів — охоронювані ділянки поруч із гніздами рідкісних птахів, занесених до Червоної книги України і  Бернської конвенції радіусом від 300 м до 1000 м. Створюються з метою припинення чинника занепокоєння під час гніздового періоду і охорони від рубок самого гнізда. У цих зонах заборонено проводити будь-які види рубок і боротьбу із засміченістю . Такі охоронювані зони створені в деяких національних парках, наприклад у «Гуцульщині».
У Швеції давно вже заборонено рубки лісу ближче 200 м від гнізд орлана-білохвоста. У колишній НДР навколо гнізд скопи (Pandion haliaetus), орлана-білохвоста і малого підорлика встановлювалася заповідна зона радіусом 100 м, де повністю заборонялася господарська діяльність, і в радіусі 300 м — буферна з обмеженнями господарської діяльності в гніздовий період. У Латвії в 1973—1986 рр. було створено 304 мікрозаповідники для охорони гніздів'я великих птахів. Рекомендовані охоронні зони для різних видів рідкісних птахів:
- дятел білоспинний, канюк звичайний, яструб великий, орел-карлик, тетерук, глухар (токовища) — 300 м
- змієїд, підорлик малий, підорлик великий, пугач, орлан-білохвост, сірий журавель — 500 м
- лелека чорний — 1000 м
- інші хижі птахи, сова сіра, сич волохатий, сова довгохвоста, жовни (чорна, сива, зелена) — 100 м[1] [2].